# Hyporhamphus quoyi
Hyporhamphus quoyi är en fiskart som först beskrevs av Valenciennes, 1847.  Hyporhamphus quoyi ingår i släktet Hyporhamphus och familjen Hemiramphidae. Inga underarter finns listade i Catalogue of Life.